# Imbé
Imbé là một đô thị thuộc bang Rio Grande do Sul, Brasil. Đô thị này có diện tích 39,549 km², dân số năm 2007 là 14940 người, mật độ 377,76 người/km².